# Fuglafjarðar kommuna
Fuglafjarðar kommuna is een gemeente in het noordoosten van het eiland Eysturoy, op de Faeröer. De gemeente omvat de plaatsen Fuglafjørður en de kleine dorpjes Hellur en Kambsdalur.